# Veroudering (mens)

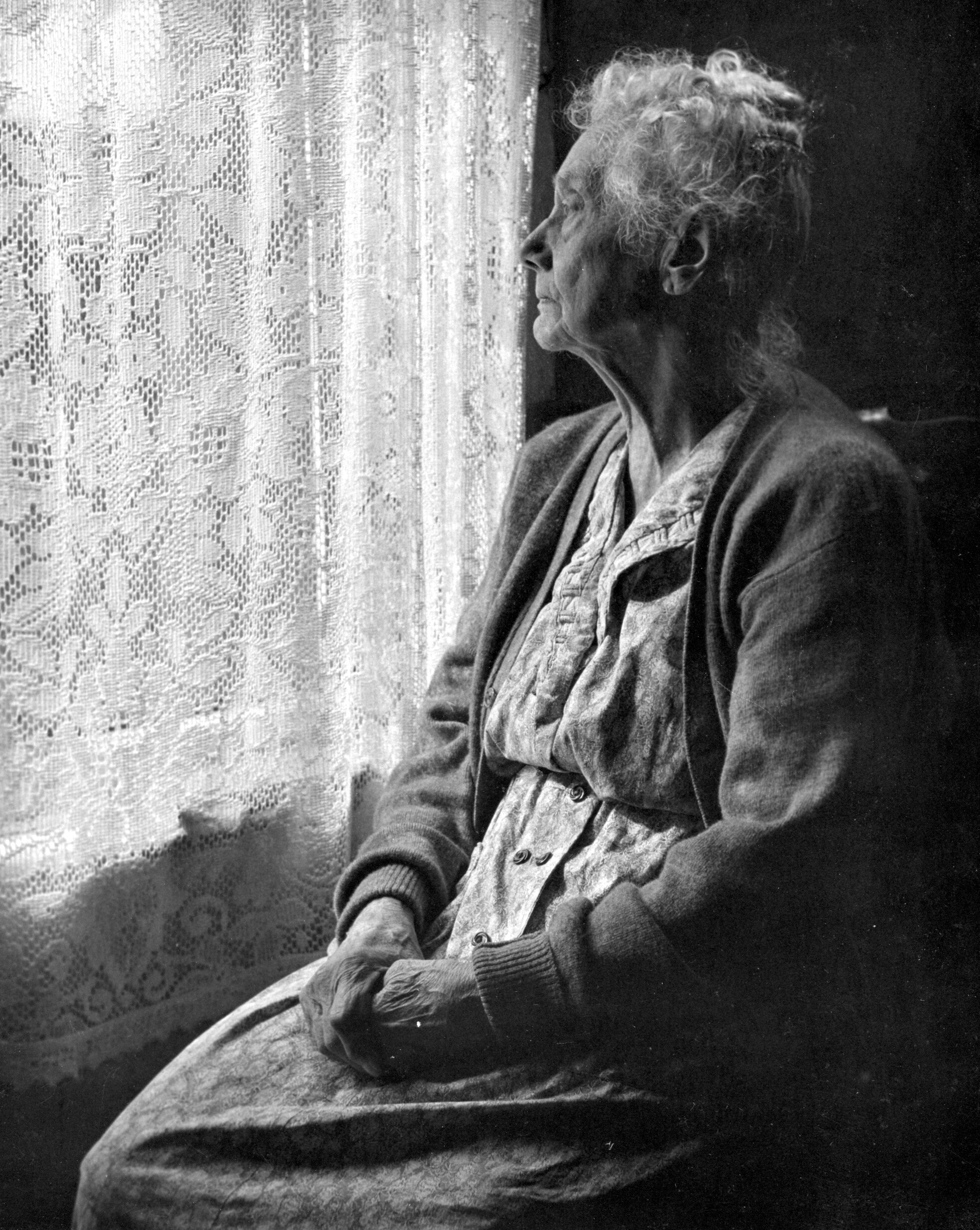
Veroudering gaat gepaard met veranderingen in uiterlijk en gedrag.

Veroudering in het algemeen is de verandering van levende wezens als functie van de tijd.
De menselijke levensloop begint met een fase van groei en ontwikkeling, van kind tot volwassene, gevolgd door een fase van ouder worden. Met 'veroudering' wordt met name het laatste deel van de volwassen fase bedoeld. Belangrijk zijn hierbij de maatschappelijke en biologische aspecten. Wetenschappelijk onderzoek op dit terrein wordt aangeduid met de term gerontologie.
Vergrijzing verwijst, in de demografie, naar de verandering van leeftijdsopbouw (veroudering) van een bevolking of populatie.

## Biologische veroudering
Biologische veroudering is de geleidelijke achteruitgang van het functioneren van het menselijk lichaam en de hersenen. Dit is een gevolg van geleidelijke veranderingen in het DNA, de drager van de erfelijke eigenschappen. Er wordt onderscheid gemaakt tussen normale, en abnormale of pathologische veroudering. De laatste komt tot uiting in typische, ouderdomgerelateerde ziekten. De geriatrie houdt zich vooral bezig met de pathologische veroudering. Enkele symptomen van normale biologische veroudering zijn botontkalking (osteoporose), vermindering van spiermassa, gewrichtsproblemen en verslechtering van zien en horen, door degeneratieve processen in de verschillende weefsels (organen). Ook binnen de hersenen treden op hogere leeftijd veranderingen op in de vorm van neuronaal verlies, dat zich uit in cognitieve veroudering: het verminderd cognitief functioneren.
Sommige ouderen hebben minder last van ouderdomsziekten en symptomen van vroegtijdige veroudering dan anderen. De gerontologie spreekt daarom van respectievelijk succesvolle en niet succesvolle veroudering. Succesvolle veroudering heeft drie componenten:
- weinig voorkomen van typische ouderdomsziekten of handicaps
- goede mentale en lichamelijke conditie
- grote activiteit in het dagelijks leven

## Vergrijzing
Vergrijzing is een term uit de demografie, en verwijst naar de relatieve toename van het aantal ouderen (bijvoorbeeld 60-plussers) binnen een populatie. Door betere levensomstandigheden en gezondheidszorg is het aantal ouderen (boven 60 jaar) in de westerse landen de laatste 50 jaar sterk toegenomen. Hierdoor heeft de piramidevormige grafiek van de samenstelling van de bevolking (leeftijdsgroepen uitgezet tegen aantallen) zich ontwikkeld naar een meer afgeplatte grafiek. De term dubbele vergrijzing verwijst naar de gevolgen van de geboortegolf van vlak na de Tweede Wereldoorlog, die in de periode 2010-2030 zal leiden tot een extra toename van het aantal ouderen (60-plussers). Dit heeft grote gevolgen voor de economie en de politieke verhoudingen in deze landen.

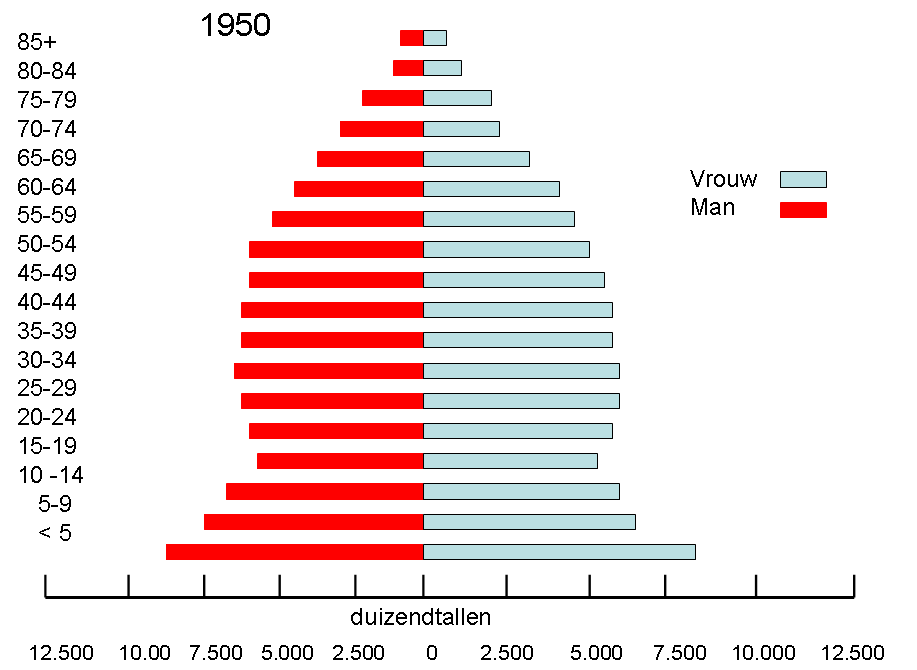
Grafiek van de samenstelling van de bevolking naar leeftijd in de Verenigde staten, rondom het jaar 1950 (Bron: Quin, J.F., 1996).
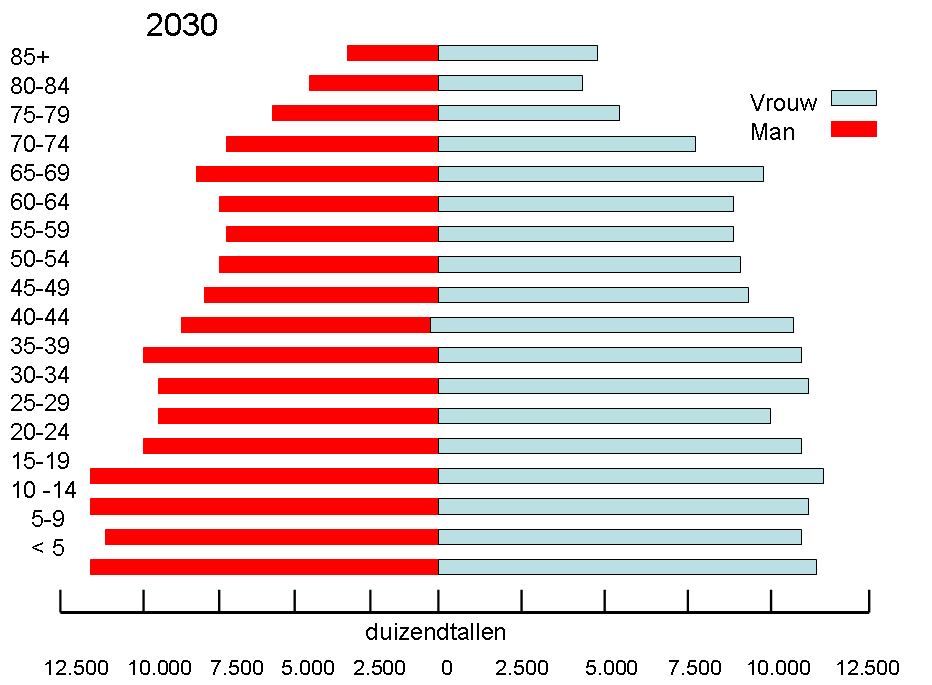
Grafiek van de verwachte samenstelling van de bevolking naar leeftijd in de Verenigde staten, rondom het jaar 2030 (Bron: Quin, J.F., 1996).

## Onderzoek
Het relatief nieuwe onderzoeksterrein van de cognitieve veroudering bestudeert de achteruitgang van geheugen- en andere hersenfuncties tijdens het ouder worden. Binnen het biologisch onderzoek naar ouderdom vormen genetische aspecten een belangrijk onderdeel. Een deel van dit onderzoek richt zich op het onderzoek van het genoom van zeer oude mensen (100-plussers). Met dieronderzoek (bijvoorbeeld het kweken van mutante muizenkolonies) probeert men te ontdekken of fouten bij het repareren van DNA, en bij de transcriptie tijdens de eiwitsynthese, het verschijnsel van veroudering kunnen verklaren.
Als een van de oorzaken van cel- en DNA-beschadiging wordt de vorming van vrije zuurstofradicalen genoemd, die vrijkomen bij de celademhaling. Vrije radicalen zijn in positieve zin echter ook betrokken bij signaaloverdracht in de cel. Antioxidanten neutraliseren vrije radicalen.
Verder wordt er onderzoek gedaan naar geneesmiddelen die de negatieve gevolgen van veroudering, en ouderdomsziekten zoals dementie kunnen tegengaan.

### Geneesmiddelen
Bij dierproeven zijn diverse middelen gevonden die het verouderingsproces stoppen en/of vertragen, maar deze middelen zijn nog niet getest op mensen:
- Het kankerbestrijdende middel proxofim[3]
- Onderzoek op honden met sirolimus (rapamycine), een middel dat al wordt gebruikt in de geneeskunde om afstoting van organen bij transplantaties tegen te gaan.[4]

Metformin, een veel gebruikt middel tegen diabetes, wordt getest op zijn mogelijk levensverlengende eigenschappen bij oudere, niet-diabetespatiënten.